# Хејлберг (Алабама)
Хејлберг (енгл. Haleburg) град је у америчкој савезној држави Алабама. По попису становништва из 2010. у њему је живело 103 становника.

## Демографија
Према попису становништва из 2010. у граду је живело 103 становника, што је 5 (4,6%) становника мање него 2000. године.
| Група             | 2000.      | 2010.      |
| Белци             | 83 (76,9%) | 97 (94,2%) |
| Афроамериканци    | 20 (18,5%) | 5 (4,9%)   |
| Азијати           | 0 (0,0%)   | 0 (0,0%)   |
| Хиспаноамериканци | 1 (0,9%)   | 0 (0,0%)   |
| Укупно            | 108        | 103        |